# Затундра
Зату́ндра — историческое название лесотундровой области на Таймыре вдоль рек Пясина, Хета и Хатанга, ограниченной с запада клином открытой тундры. Термин Затундра возник благодаря тому, что продвигающиеся через Западно-Сибирскую равнину (с её преобладающим тундровым рельефом) русские путешественники встречали полосу северной тайги на правом берегу Енисея: эту местность называли «за тундрой».

## Природно-климатические условия

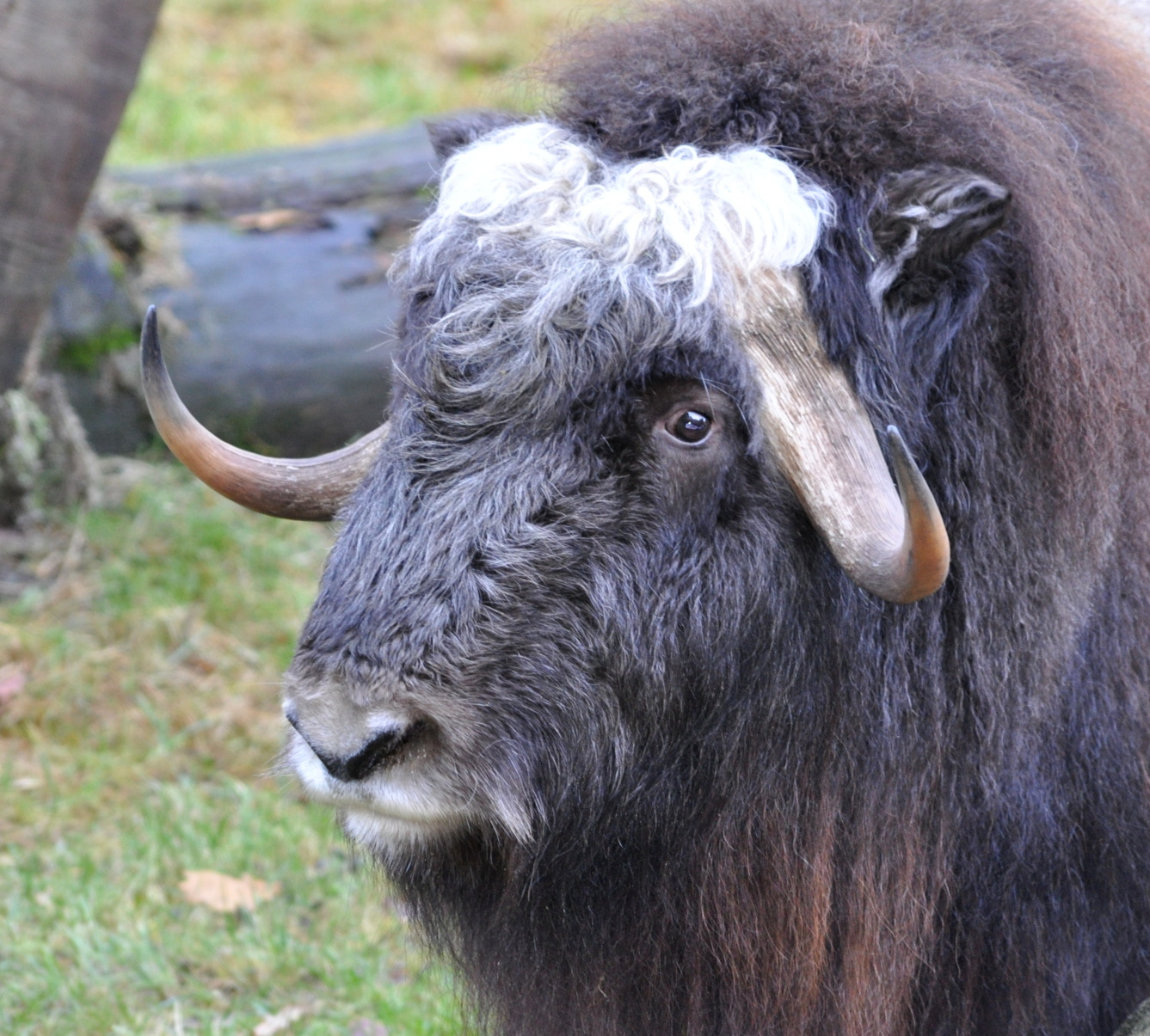
Овцебык

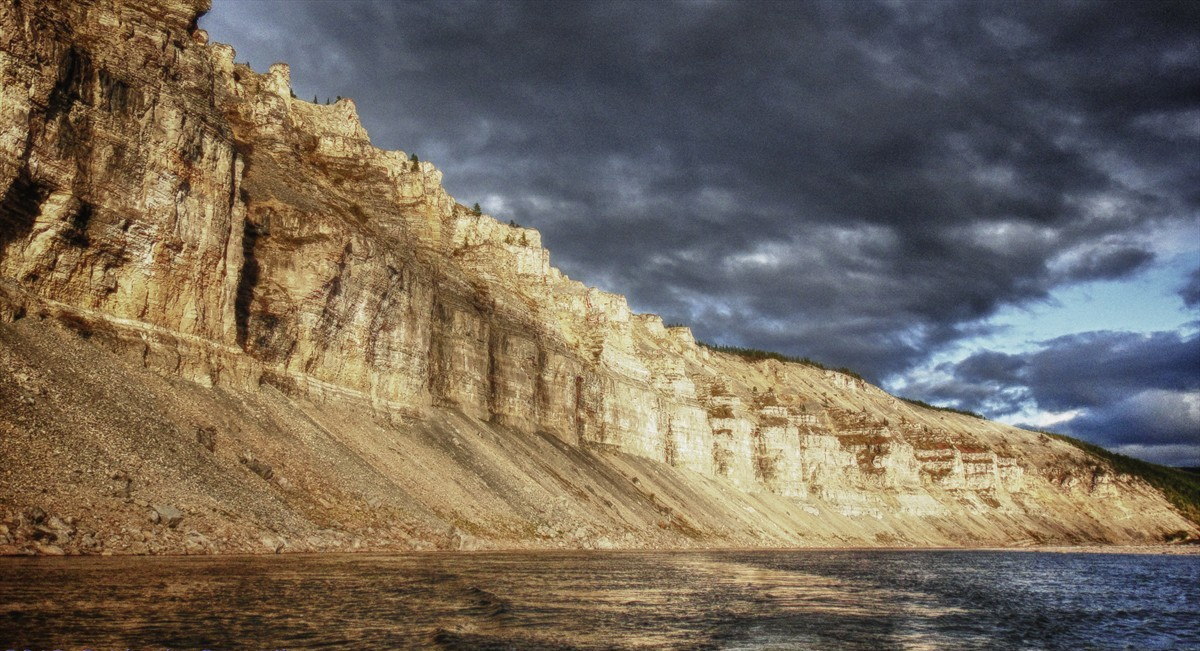
Берег Котуйкана (бассейн Хатанги)

Затундра обладает уникальным микроклиматом, благоприятным для произрастания лесов в арктических условиях. Древесная растительность заходит так далеко на север, как нигде на Земле — до 73° северной широты (в районе реки Хатанги). В частности, даурская лиственница образует здесь самые северные в мире лесные массивы: рощу Ары-Мас, что в переводе с долганского означает «остров леса», и Лукунский лес.
Тем не менее, климатические условия — суровые, стабильные положительные температуры наблюдаются лишь с июня до начала сентября (при этом заморозки бывают в июне и августе). Зимой нередки 50-градусные морозы, в июле температура может достигать 30 градусов тепла (но в среднем дневные максимумы июля — около 20 градусов). Реки скованы льдом с начала октября по начало июня.
Животный мир представлен различными видами пушных зверей (горностай, росомаха, соболь, песец), зайцем-беляком, тундровым волком, овцебыком и грызунами. Овцебыки водились здесь последними в Евразии (известна находка палеонтолога Николая Верещагина — череп овцебыка с простреленной лицевой костью; это позволило предположить, что последние овцебыки были выбиты охотниками здесь уже в историческое время). В XX веке овцебыки снова были интродуцированы на Таймыре из канадской популяции. Овцебыки — одни из немногих крупных млекопитающих Арктики, переживших позднеплейстоценовое вымирание. Как и в целом на Таймыре в Затундре нередки находки бивней мамонтов.

## История

### Доисторическая эпоха
Людские поселения в Затундре прослеживаются в течение тысячелетий. Заполярная экспедиция Ленинградского отделения Института археологии под руководством Леонида Хлобыстина при раскопках в 100 км к северу от Норильска в 1978 году обнаружила следы металлургических мастерских, где выплавлялась бронза из местного сырья. На стоянке Абылаах 1 (1150 год до нашей эры) археологи нашли бронзолитейную мастерскую — самую северную из известных в настоящее время. При этом применялись тигли из песчаника, использовались лигатуры из сурьмы, свинца и висмута. Образцы бронзы, найденные при археологических раскопках, были проанализированы на предмет соответствия с различными месторождениями меди. Это позволило установить, что пясинские металлурги добывали медь из руд местного месторождения Норильск-1 и из залежей самородной меди в пределах плато Хараелах. Однако свинец и висмут доставлялись издалека (за тысячу километров по Енисею), что говорит о налаженных торговых связях уже в то время. Местная пясинская археологическая культура сформировалась под влиянием ымыяхтахской культуры, возникшей в Якутии, где бронзу научились производить ранее. В тот период климат в Затундре был заметно мягче нынешнего.
Постепенно бронзовые изделия стали заменяться железными. В конце I тысячелетия нашей эры на Таймыр из Западной Сибири приходят носители вожпайской культуры, которые, вероятно, стали предками современных нганасан и энцев.

### Русская колонизация

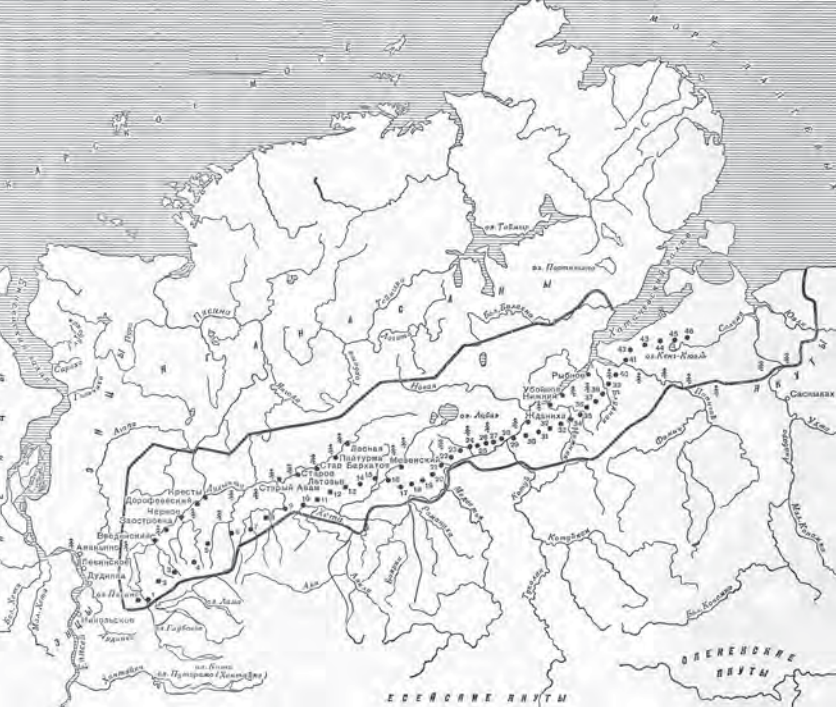
Карта станков Хатангского тракта (составлена В.И.Дьяченко по работам Б.О.Долгих)

Русские стали проникать в Затундру с XVI века, в основном это были переселенцы из восточного Поморья.
На европейских картах XVI—XVIII века Затундра не выделялась в качестве особой территории, однако на карте Страленберга 1730 года по соседству находились такие области, как Лукоморье и Сикомора.
В результате взаимодействия местных народов с русскими мигрантами образовался новый субэтнос — затундренные крестьяне, первое документальное упоминание о которых относится к 1610 году. Первые затундренные крестьяне были из посадских и служилых людей, которые поселились там позднее нганасан и энцев, но раньше эвенков и долган. С начала XVIII века здесь появляются крестьяне-староверы, которые приезжали на Таймыр нелегально.
Затундренные крестьяне занимались охотой на пушного зверя, дикого оленя и птицу, рыболовством, и первыми на Таймыре внедрили ездовое собаководство. Важнейшим источником их дохода был пушной промысел, прежде всего добыча песца с помощью ловушек. К XIX веку численность затундренных крестьян резко сократилась из-за эпидемий, вторая половина XVIII века была одной из наиболее холодных в ходе Малого ледникового периода.
В Затундре существовали многочисленные поселения («станки» — от слова стан), состоящие обычно из нескольких изб. Несмотря на малочисленность каждого поселения (несколько семей, в крупнейших жили десятки семей) их население часто было смешанным (затундренные крестьяне, местные народности, якуты), при этом языками общения были долганский и таймырский пиджин. В XIX и начале XX века шёл процесс перехода затундренных крестьян на долганский язык.
На основе станков был образован зимний Хатангский тракт, действовавший в течение трёх столетий и являвшийся путём в российскую Арктику. Зимник работал с конца октября по май. Каждый станок на тракте представлял собой «станцию», на которой можно было взять сани-«балок» и упряжку оленей. «Балок» выглядел как утеплённый деревянный ящик, поставленный на полозья, в котором находился человек. Открытые сани для длительных переходов не использовались из-за сильной пурги и крепких морозов.
Летом работал речной путь, при этом Енисей был связан с Хатангой двумя волоками. На волоке между бассейнами Пясины и Хатанги выросло сравнительно крупное поселение Волочанка, основанное в 1643 году отрядом стрельцов под руководством Василия Сычева.
В XIX веке существовала Затундринская волость. Известен эпизод, когда власти Енисейской губернии, обеспокоенные падением влияния религии в Затундринской волости, ассигновали 6 тысяч рублей для ремонта церкви и постройки домов для священника и дьякона.

### Современность
В 1927 г. был образован Хатангский район, включённый сначала в Якутскую АССР, а с 1930 года — в Таймырский национальный округ Красноярского края (ныне Хатангское сельское поселение). С 1930 г. существовал Авамский район с центром в Волочанке (упразднён в 1964 году), ныне его территория входит в городское поселение Дудинка.
В 1937 году в Волочанке открыты библиотека и школа-интернат для детей из тундры. В 1955 году в Волочанку своим ходом пришли первые 4 трактора, а в конце 1970-х проложен зимник, что позволило осуществлять доставку грузов на машинах.
«Норникель» собирается к 2035 году возвести туристический комплекс «Затундра» у озера «Мелкое» с объёмом инвестиций около 20 млрд рублей.